# Maurice Shadbolt
Maurice Francis Richard Shadbolt (ur. 4 czerwca 1932, zm. 10 października 2004) – pisarz nowozelandzki.

## Życiorys
Urodził się w Auckland. Ukończył Te Kuiti High School i Auckland University College. Pracował jako dziennikarz. Był też związany z branżą filmową. Był scenarzystą i reżyserem filmów dokumentalnych w New Zealand National Film Unit. W 1956 wyruszył w podróż do Londynu przez Chiny, Związek Radziecki i ogarnięte powstaniem Węgry. Zdecydował się zostać pisarzem. Prywatnie miał cztery żony. Trzy pierwsze małżeństwa zakończyły się rozwodami. W 1953 poślubił Jill Hemming, z którą miał czworo dzieci, trzech synów i córkę. W 1972 związał się z Barbarą Magną, z którą miał córkę. W 1978 ożenił się po raz trzeci z Bridget Armstrong. Czwartą żoną była od 1994 pisarka Elspeth Sandys, która go przeżyła. Zmarł w Taumarunui.

## Twórczość
Wydał 11 powieści, 4 zbiory opowiadań, 2 utwory autobiograficzne oraz tom opracowań dziennikarskich; był także autorem sztuk teatralnych. Debiutował tomem opowiadań The New Zealanders, opublikowanym w 1959. W 1965 wydał pierwszą powieść Among the Cinders. Najbardziej znanym utworem Shadbolta jest powieść Season of the Jew (1987), na motywach losów maoryskiego przywódcy religijnego Te Kooti; książka została w Nowej Zelandii uznana za powieść roku w 1987.
Niektóre inne utwory:
- Once on Chunuk Bair (sztuka teatralna)
- Monday's Warriors
- House of Strife
- Dove on the Waters

Kuzyn pisarza, Tim Shadbolt, był burmistrzem miasta Invercargill.